# Malpaís de Güímar
Malpaís de Güímar este o arie protejată (arie specială de conservare — SAC, sit de importanță comunitară — SCI) din Spania întinsă pe o suprafață de 286 ha, integral pe uscat.

## Localizare
Centrul sitului Malpaís de Güímar este situat la coordonatele 28°18′34″N 16°22′15″W / 28.3094°N 16.3709°V.

## Înființare
Situl Malpaís de Güímar a fost declarat sit de importanță comunitară în octombrie 1999 pentru a proteja 1 specie de plante. Situl a fost protejat și ca arie specială de conservare în ianuarie 2010.

## Biodiversitate
Situată în ecoregiunea , aria protejată conține 4 habitate naturale: Dune mobile de-a lungul țărmului cu Ammophila arenaria („dune albe”), Tufărișuri termo-mediteraneene și de pre-deșert, Câmpuri de lavă și excavații naturale, Faleze cu floră endemică de pe coastele macaroneziene.
La baza desemnării sitului se află o specie protejată de  plante: Ophioglossum polyphyllum.